# Dolichogyna pennipes
Dolichogyna pennipes är en tvåvingeart som först beskrevs av Sack 1941.  Dolichogyna pennipes ingår i släktet Dolichogyna och familjen blomflugor.
Artens utbredningsområde är Peru. Inga underarter finns listade i Catalogue of Life.